# O Esporte
O Esporte foi um jornal diário brasileiro sobre esportes, publicado em São Paulo entre as décadas de 1930 e 1960. Ele pertencia à mesma empresa que publicava o jornal A Hora.
Entre outros jornalistas que passaram pelo veículo estão Joelmir Beting e Roberto Petri.